# Due Marmitte

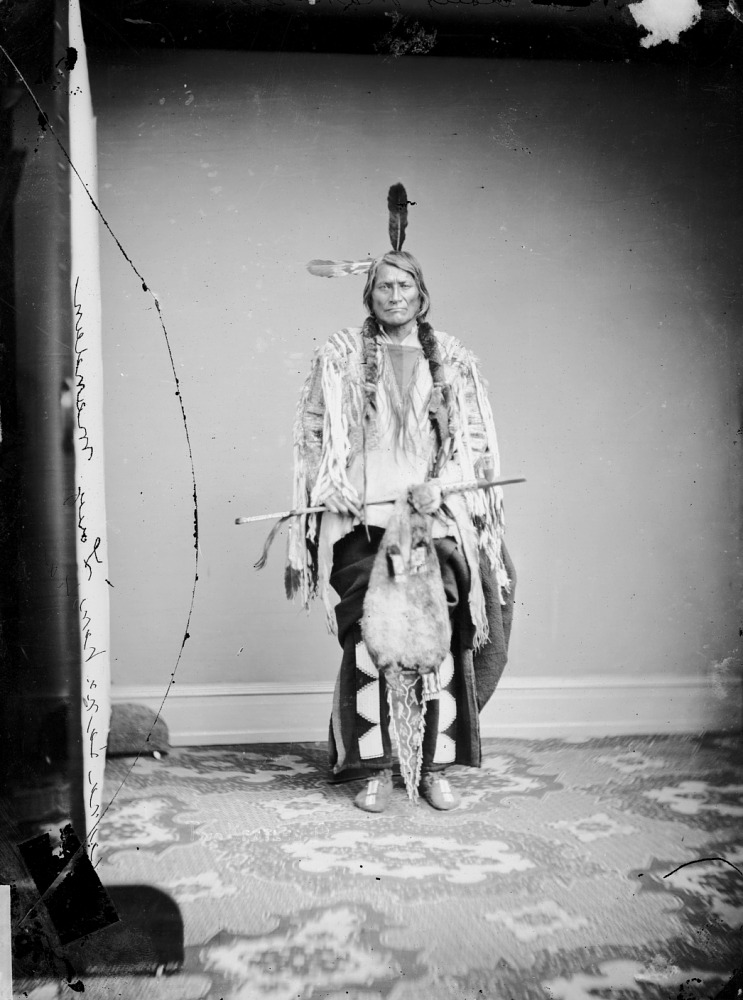
Il capo Miwátani Háŋska (Alto Mandan)
in abiti tradizionali

Con il nome di Due Marmitte, oppure Due Pentole, o anche Due Bolliture, (endonimo lakota Oóhenuŋpa; inglese Two Kettles o Two Kettle Sioux) ci si riferisce alla più piccola delle sette sottodivisioni o oyate della tribù di nativi americani denominata Teton Lakota. Le prime due definizioni italiane costituiscono la traduzione letterale dell'espressione americana "Two Kettles", che fu a sua volta coniata nell'intento di rendere in inglese l'endonimo Oóhenuŋpa, composto da oóhe ("cotto mediante bollitura in pentola") e núŋpa ("due"), e quindi significante qualcosa tra "due bolliture" (donde la terza variante italiana) e "due pentole di cibo bollito" Peraltro, gli studiosi italiani preferiscono spesso conservare l'endonimo lakota, variamente trascritto nel normale alfabeto latino, oppure utilizzare la denominazione in inglese (con o senza la 's' finale).
Come le altre oyate dei Lakota, anche i Due Marmitte erano divisi in bande o tiyošpaye. Diversi nomi sono stati fatti storicamente per i loro sottogruppi, ma l'etnologo James O. Dorsey, che scriveva negli ultimi decenni dell'Ottocento, ne riportava solamente due: gli Oóhenuŋpa, propriamente detti, e gli Há Waȟóta (pelle striata di grigio).

## Storia

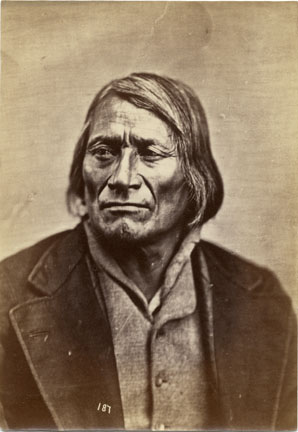
Miwátani Háŋska (Alto Mandan)
in tenuta da wašíču ('uomo bianco')

Secondo le ricerche compiute dal futuro biografo di Cavallo Pazzo, Kingsley M. Bray, gli Oóhenuŋpa emersero nella prima metà dell'Ottocento come uno dei sottogruppi dei Wáŋ Nawéǧa ('freccia spezzata coi piedi'), tiyošpaye dei Minneconjou, la più problematica e turbolenta delle tribù teton. Agli inizi degli anni quaranta gli Oóhenuŋpa si resero completamente autonomi dai Minneconjou e diventarono ben presto uno dei sette fuochi del consiglio lakota, seppur il più piccolo e meno influente. Sotto la guida del loro capo principale, Matȟó Tópa (Quattro Orsi), "uomo ragionevole e moderato", essi abbracciarono una strategia diversa da quella adottata dalla gran parte dei loro fratelli teton e accettarono di collaborare con i commercianti e i funzionari governativi statunitensi, stabilendosi in modo semipermanente nei pressi dei posti di scambio e dedicandosi perfino a limitate attività agricole. In particolare, non furono coinvolti, se non marginalmente, nell'imperialismo bellicista dei Teton, del quale fecero all'epoca le spese tribù vicine come i Pawnee. Ferma restando la loro sostanziale marginalità, la politica accomodante da essi adottata riscosse un successo non indifferente che si tradusse nel loro notevole aumento numerico. Secondo Bray, nel quindicennio 1850-1865, il numero di tende che misurava le dimensioni della tribù, quasi triplicò, passando da 60 a circa 170.
Nel 1851, comunque, un altro dei capi principali dei Due Marmitte, Miwátani Háŋska (Alto Mandan), era già stato tra i firmatari del primo trattato di Fort Laramie, accanto ad uno Yankton Dakota e a quattro Brulé. Nel 1865, poi, la "Two-Kettle band" fu destinataria di uno dei trattati sottoscritti a Fort Sully con varie bande di Sioux e di altri indiani: con il trattato I Due Marmitte riconoscevano la giurisdizione del governo americano, si impegnavano a cessare le aggressioni contro bianchi e nativi e consentivano a stabilirsi in zone precise di territorio. Tra i firmatari figurava anche il nominativo di Matȟó Tópa, il loro già ricordato capo.
Non è chiaro se i Due Marmitte parteciparono in qualche modo alla successiva guerra di Nuvola Rossa o, con ancor minore probabilità, alla guerra per le Black Hills di dieci anni dopo; certo è invece che alcuni loro capi, guidati questa volta di nuovo da Miwátani Háŋska (Alto Mandan), firmarono il secondo trattato di Fort Laramie nel 1868. Nel catalogo descrittivo delle foto di indiani americani preparato da W.H. Jackson e pubblicato dal Dipartimento degli Interni nel 1877, l'annotazione relativa agli «O-he-nom-pas, or Two Kettles», dopo aver dato atto che vivevano principalmente presso Fort Pierre, aggiungeva: «si dice che ben poche lagnanze siano mai state sollevate [nei loro confronti], avendo essi sempre lealmente osservato le previsioni dei loro trattati con gli Stati Uniti.»
Dopo l'avvenuta stipula di quello di Laramie del 1868, vennero costituite nel territorio della Grande Riserva Sioux (che abbracciava fra l'altro tutto il territorio dell'attuale Dakota del Sud a ovest del fiume Missouri) una serie di agenzie indiane, tra cui, nel 1869, quella del fiume Cheyenne alla quale furono aggregati i Due Marmitte. Secondo i registri dell'Agenzia del 1876 la tribù era ora organizzata in due bande consolidate, facenti capo l'una (Oíglapta) a Matȟó Tópa e l'altra (Šúŋka-yúte-šni) a Miwátani Háŋska. Secondo l'ultimo rilevamento separato della popolazione della riserva nel 1887, la tribù contava ancora 642 persone, segno evidente che né le malattie né le guerre avevano influito più di tanto sul suo numero.
Attualmente i discendenti degli Oohenonpa vivono nel Dakota del Sud, nella riserva Cheyenne River Indian Reservation (istituita nel 1889 sulle ceneri della Grande Riserva Sioux): essi compongono la Cheyenne River Lakota Oyate (tradizionalmente denominata Cheyenne River Sioux Tribe), insieme ai discendenti di Sans Arc, Minneconjou e Sioux Piedineri.